# ناو زایدلیتس
ناو سیدلیتز (به انگلیسی: German cruiser Seydlitz) یک کشتی بود که طول آن ۲۱۰ متر (۶۸۹ فوت ۰ اینچ) بود. این کشتی در سال ۱۹۳۹ ساخته شد.